# Du Rietz
Du Rietz (uttal [’dʏrjeː]) är en svensk adlig ätt från Arras i grevskapet Artois (Flandern enligt riddarhuset) erövrat av Frankrike 1640 från Habsburgarna.  Ätten, som enligt traditionen härstammar från en fransk uradlig ätt känd sedan 1100, inkom till Sverige 1642 med den av drottning Kristina inkallade livmedikus Grégoire François Du Rietz (1607–1682) som 1651 naturaliserades och 1660 introducerades som svensk adelsman på riddarhuset under nr 666. Hans sonsons son, generallöjtnant och landshövding Anders Rudolf du Rietz (1720–1792), upphöjdes 1778 till friherrlig värdighet och introducerades 1779 med namnet Du Rietz af Hedensberg under nr 299, men ätten utslocknade redan 1797 med en av hans söner.
Den 31 december 2021 var 282 personer med efternamnet Du Rietz folkbokförda i Sverige.

## Personer med namnet
- Anita Lignell Du Rietz (född 1947)), nationalekonom
- Anders Rudolf du Rietz (1722–1792), frihere, generallöjtnant, landshövding och politiker
- Arthur Du Rietz (1855–1923), grosshandlare och skeppsredare
- Carin du Rietz (1766–1788), soldat
- Charlotte Du Rietz  (1744–1820), förmodad älskarinna till Gustav III
- Einar Du Rietz (1895–1967), växtbiolog
- Elina du Rietz (född 1975), skådespelare och komiker
- Grégoire François Du Rietz (1607–1682), livmedikus
- Hugo Du Rietz (1907–1992), arkitekt
- Kerstin Blomberg, född Du Rietz (född 1949), sjuksköterska och hjälparbetare
- Kim Ekdahl Du Rietz (född 1989), handbollsspelare
- Peter Du Rietz (född 1971), museiman och författare
- Sven du Rietz, pseudonym för Frederic Sandström (1877–1952), kompositör